# Bächlitalhütte
Die Bächlitalhütte ist eine Berghütte der Sektion Am Albis des Schweizer Alpen-Clubs (SAC), im Kanton Bern (Schweiz). Sie steht im Bächlital an der Grimselpassroute oberhalb des Räterichsbodensees auf 2328 m, in aussichtsreicher Lage umgeben vom Alplistock, dem grossen und kleinen Diamantstock und in der Nähe des Bächligletschers.

## Geschichte
Die Bächlitalhütte wurde 1964 nach den Plänen von Jakob Eschenmoser in polygoner Bauweise erstellt. Ein erster Umbau erfolgte 1980 und 2000 eine Erweiterung mit Holzbau. Sie befindet sich auf einem Felspodest rund 150 Meter über der Schwemmlandschaft des Bächlibodens.
Die Hütte ist Ziel für Tagesgäste und Familien und ein guter Ausgangspunkt für alpine Hoch- und Klettertouren sowie alpine Ausbildung (hochalpine Touren, Gletschertouren, Sportklettern).

## Zustieg
Von «Guttannen Räterichsboden» (Postautohaltestelle) und dem Autoparkplatz (direkt an der Grimselpassstrasse) führen in westlicher Richtung Treppenwege zu Punkt 2157 m und weiter das Bächlital einwärts zur Hütte.  Der Wanderweg kann auch von Kindern begangen werden. Die Wanderzeit beträgt 2 bis 2,5 Stunden (Schwierigkeitsgrad T2, Distanz vier Kilometer, Höhendifferenz rund 700 Meter). Seit 2014 gibt es entlang des Hüttenzustiegs einen Flechtenweg, der mit Hinweistafeln in die Welt der Flechten einführt. 

## Bewartung
- Sommer: Mitte Juni bis Mitte Oktober
- Winter: Mitte März bis Mitte Mai (bei Voranmeldung von Gruppen und über die Frühjahrsfeiertage bei guten Verhältnissen). Reservation Online oder per e-mail[3]

## Bergtouren
Die Bächlitalhütte ist Ausgangspunkt für Hütten-, Kletter- und Ski-Touren. Ein Klettergarten befindet sich in Hüttennähe.
- Alpine Touren: Grosser Diamantstock 3162 m, Bächlistock, 3246 m
- Übergänge:
  - Von der Lauteraarhütte auf den Bächlistock und via Obri Bächlilicken zur Bächlitalhütte.
  - Von der Lauteraarhütte zur Brandlammlicken und Abstieg über Gletscher zur Bächlitalhütte.
  - Der Übergang über die Undri Bächlilicken 2746 m zur oder von der Gruebenhütte des AACB ist nur für erfahrene Alpinisten, da er sich durch auftauenden Permafrost verändern kann.[4]
- Alpines Klettern: Chlyne Diamantstock 2839 m, Alplistock, 2894 m
- Sportklettern: Rund um die Hütte, in kurzer Wegdistanz gibt es 7 Sektoren zum Klettern. Es gibt Einseillängenrouten und Mehrseilängenrouten im Schwierigkeitsgrad 3c bis 6b.

## Skitouren
- Bächlitalhütte
- Fellenberglicken, 2995 m
- Brandlammhoren Südgipfel, 3089 m
- Obri Bächlilicken, 3073 m
- Undri Bächlilicken, 2746 m
- Bächlisblatti, ca. 2760 m